# Richer von Senones
Richer von Senones (* um 1190; † um 1266) war ein Chronist im 13. Jahrhundert.

## Leben
Richer war ein Mönch der Benediktinerabtei Saint-Pierre von Senones, gelegen in den lothringischen Vogesen. 1218 wurde er als Abgesandter seiner Abtei nach Würzburg an den Hof Kaiser Friedrichs II. entsandt, um dort über die Freilassung des Herzogs Theobald I. von Lothringen zu verhandeln. Später unternahm Richer weitere Reisen an verschiedene Orte in Lothringen und im Elsass sowie auch nach Saint-Denis. In der von ihm in Latein verfassten und vollständig erhaltenen Klostergeschichte von Senones, die bis zum Jahr 1264 reicht, hielt er neben seinen Reiseerlebnissen und Landschaftsbeschreibungen auch das politische Tagesgeschehen in Frankreich und dem Heiligen Römischen Reich fest.

### Juden in Hagenau
In seiner Chronik Gesta Senoniensis Ecclesiae beschreibt Richer den folgen Vorfall in Hagenau: Die in Hagenau lebenden Juden feierten ihr Pessachfest nach ihrem Gesetz. Sie beschafften sich drei siebenjährige christliche Knaben. Während des Fests trieben sie mit den Knaben lästerliche Dinge. Dabei kamen diese Knaben jedoch zu Tode. Als die Christen dies aber durch Zufall bemerkten, drangen sie in die Häuser der Juden ein und fanden die Knaben nackt, aber tot. Die Christen beschlossen, die Leichen aufzubewahren, bis Kaiser Friedrich II. wieder nach Hagenau zurückkehrte. Als der Kaiser zurückkam, zeigten die Christen ihm die drei Knaben und berichteten, wie die Juden diese getötet hatten. Der Kaiser aber antwortet: „Wenn sie tot sind, begrabt sie, denn zu etwas anderem sind sie nicht nütze!“. (gekürzt nach) Diese Geschichte beruht auf dem bekannten Ereignis Pogrom in Fulda im Jahre 1236. Die negative Bewertung des Kaisers ist durch den Konflikt mit dem Papst begründet: Am 20. März 1239 wurde Friedrich exkommuniziert. In Wirklichkeit setzte Friedrich eine Expertenkommission ein, um den Vorfall in Fulda zu klären. Diese kam zum Schluss, dass es in den jüdischen Schriften und Bräuchen keinen Hinweis gibt, die den Ritualmord von christlichen Knaben verlangt oder rechtfertigt. Friedrich stellte die Juden danach unter seinen Schutz.

## Werk
- Richer Senonensis Historia abbatiae Senonensis, hrsg. von Johann Friedrich Böhmer in: Fontes rerum Germanicarum 3 (Stuttgart, 1853)
- Richeri Gesta Senoniensis ecclesiae Liber I–V, hrsg. von Georg Waitz, in: Georg Waitz u. a. (Hrsg.): Scriptores (in Folio) 25: Gesta saec. XIII.. Hannover 1880, S. 249–345 (Monumenta Germaniae Historica, Digitalisat)